# 陳瑞杰
陳瑞杰（英語：Jui-Chieh Chen，1995年7月15日—）臺灣臺中市人，臺灣足球運動員，在足球場上司職前鋒及中場位置，目前效力於國內台灣企業甲級足球聯賽的南市台鋼。

## 生平
陳瑞杰沒在足球傳統名校念過、高中踢社團，大學才加入臺北市立大學，大學時期幫助北市大達成大專盃二連霸。曾在2017年連續3個月入選不同國家隊，包含中華台北U23、世大運、五人制亞洲室內運動會。

## 職業生涯

### 俱樂部

#### 北市大同
陳瑞杰效力台灣企業甲級足球聯賽的北市大同時，跟隨球隊完成三連霸。

#### 台南市FC
2021年亞洲足協盃J組在6月23日於香港將軍澳運動場揭幕，結果陳瑞杰上下半場各入一球，加上陳威全的入球，協助台南市FC以3比0輕取蒙古代表220竞技，取得球隊在亞協盃的第一場勝利。

## 國家隊生涯統計
| 中華台北                | 中華台北 | 中華台北 | 中華台北 |
| 年度                    | 出賽     | 進球     | 參考     |
| ----------------------- | -------- | -------- | -------- |
| 2019                    | 8        | 0        | [ 6 ]    |
| 2021                    | 3        | 0        | [ 6 ]    |
| 2022                    | 1        | 1        | [ 6 ]    |
| 2023                    | 2        | 0        | [ 6 ]    |
| 總計                    | 14       | 1        | [ 6 ]    |
| 最後更新於2023年6月19日 |          |          |          |

### 進球記錄
- 仅列出国际A级比赛进球

| 進球紀錄 | 日期           | 地點                         | 對手 | 比分 | 賽果 | 比賽類型 |
| -------- | -------------- | ---------------------------- | ---- | ---- | ---- | -------- |
| 1        | 2022年12月14日 | 泰國巴吞他尼府法政大學體育場 | 泰國 | 0-1  | 0-1  | 友誼賽   |

## 榮譽

### 俱樂部
臺灣企業甲級足球聯賽冠軍：2017年，2018年，2019年

## 資料來源
1. ↑  . Soccerway.   [2020-02-23]. （原始内容存档于2020-04-21） （英语）.
2. ↑  . 自由體育. 2017-03-01  [2022-02-23]. （原始内容存档于2020-02-23）.
3. ↑  . 新浪新聞. 2019-09-10  [2022-02-23]. （原始内容存档于2020-02-23）.
4. ↑   . 中華民國足球協會. 2019-12-01  [2019-12-01] （中文（臺灣））.
5. ↑  . 東網. 2021年6月23日  [2021年6月24日]. （原始内容存档于2021年6月24日） （中文（臺灣））. 参数|newspaper=与模板{{cite web}}不匹配（建议改用{{cite news}}或|website=） (帮助)
6. ↑  .   [2021-06-04]. （原始内容存档于2021-06-04）.